# Discovery Toys
Discovery Toys ist ein Entwickler von Lernspielzeug mit eigener Vermarktung. Gegründet wurde das Unternehmen im Jahr 1978 von der Erzieherin Lane Nemeth. Stammsitz des Unternehmens ist Livermore (Kalifornien). Heute gehört das Unternehmen in den USA und Kanada zu den Marktführern im Segment der Lernspielzeuge für die frühkindliche Förderung.

## Geschichte
Die Gründung des Unternehmens erfolgte auf der Basis eines Familien-Darlehens von 5000 US-Dollar. Vier Jahre nach der Gründung konnten bereits 2500 Produkte verkauft werden, der Umsatz lag bei 4,6 Millionen US-Dollar. Bis 1997 wuchs der jährliche Umsatz auf rund 100 Millionen US-Dollar. Dann verkaufte die Gründerin das Unternehmen an Avon Products. Nach mehreren weiteren Verkäufen wird das Unternehmen heute von Jeremy W. Hobbs geleitet.

## Direktvermarktung der Produkte
Die Lernspielzeuge von Discovery Toys werden direkt über Berater der Firma verkauft, welche die Produkte im eigenen Wohnzimmer vorstellen. Alternativ dazu können die Produkte in den USA und Kanada direkt in Online-Shops bestellt werden.